# PSK Sakhaline
Pour les articles homonymes, voir Sakhaline (homonymie).
PSK Sakhaline est un club russe de volley-ball fondé en 2012 et basé à Ioujno-Sakhalinsk, évoluant pour la saison 2020-2021 en Majeure Ligue A.

## Identité visuelle

### Logo

Évolution du logo
Logo du JVK Sakhaline de 2012 à 2015.
Logo du PSK Sakhaline depuis 2015.

## Effectifs

### Saison 2020-2021
| No                                         | Nom                                        | Date de naissance                          | Taille                         | Poids                          | Poste                          |
| ------------------------------------------ | ------------------------------------------ | ------------------------------------------ | ------------------------------ | ------------------------------ | ------------------------------ |
| 1                                          | Marina Touchova                            | 21 novembre 1998                           | 185                            | 63                             | Réceptionneuse-attaquante      |
| 3                                          | Svetlana Garchina                          | 16 juillet 1998                            | 184                            |                                | Centrale                       |
| 4                                          | Diana Balaï                                | 19 mai 1997                                | 180                            |                                | Réceptionneuse-attaquante      |
| 5                                          | Alina Chtchoukina                          | 30 avril 2001                              | 182                            |                                | Réceptionneuse-attaquante      |
| 7                                          | Iekaterina Sinitsyna                       | 7 mars 1997                                | 183                            | 65                             | Passeuse                       |
| 8                                          | Sofia Kirikova                             | 2 octobre 1995                             | 187                            | 70                             | Réceptionneuse-attaquante      |
| 9                                          | Olga Lifanova                              | 26 avril 1998                              | 184                            |                                | Passeuse                       |
| 10                                         | Anna Tchernitsova                          | 24 octobre 2003                            | 160                            |                                | Réceptionneuse-attaquante      |
| 12                                         | Sofia Boukhanovskaïa                       | 9 septembre 2004                           | 184                            |                                | Réceptionneuse-attaquante      |
| 13                                         | Anna Pospelova                             | 13 juillet 1995                            | 173                            |                                | Libero                         |
| 14                                         | Valentina Samarina                         | 12 février 1996                            | 190                            |                                | Centrale                       |
| 15                                         | Iulia Gilmanova                            | 21 septembre 1987                          | 192                            |                                | Réceptionneuse-attaquante      |
| 17                                         | Anastassia Jarova                          | 28 avril 2003                              | 168                            |                                | Réceptionneuse-attaquante      |
| 18                                         | Aleksandra Dmitrieva                       | 16 août 1998                               | 180                            |                                | Centrale                       |
| 19                                         | Lolita Saïapina                            | 18 mai 1997                                | 179                            |                                | Libero                         |
|                                            |                                            |                                            |                                |                                |                                |
| Encadrement technique                      | Encadrement technique                      |                                            | Légende                        | Légende                        | Légende                        |
| Entraîneur : Aleksandr Kochkin             | Entraîneur : Aleksandr Kochkin             | Entraîneur : Aleksandr Kochkin             | : Capitaine                    | : Capitaine                    | : Capitaine                    |
| Entraîneur(s) adjoint(s) : Oleg Liapouguin | Entraîneur(s) adjoint(s) : Oleg Liapouguin | Entraîneur(s) adjoint(s) : Oleg Liapouguin | : Joueuse blessée actuellement | : Joueuse blessée actuellement | : Joueuse blessée actuellement |
| Manager général : Anna Telejouk            |                                            |                                            |                                |                                |                                |